# Dziady

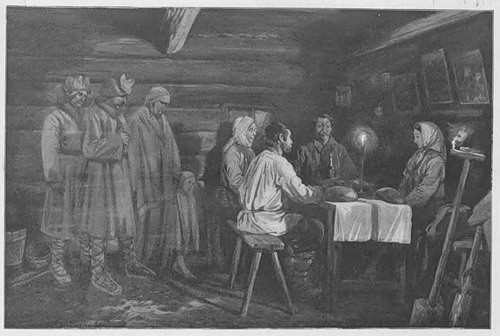
Celebración de Dziady en Bielorrusia

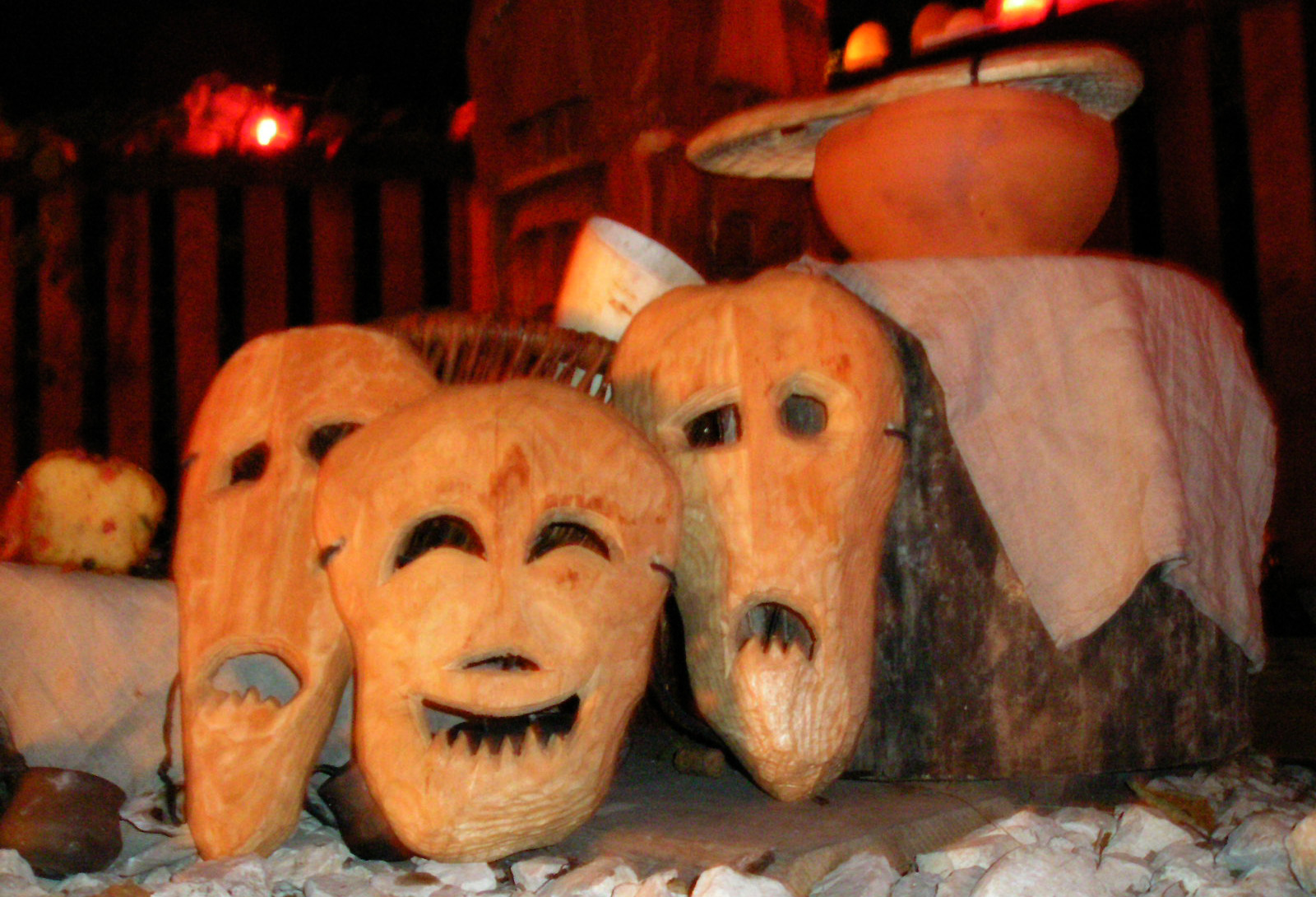
Máscaras tradicionales de Dziady, llamadas kraboszki en polaco.

Dziady es un antiguo festival eslavo para conmemorar a los muertos. Se trata del equivalente eslavo a Halloween. 
Literalmente, la palabra se traduce como "abuelos", en el sentido de "antepasados". Se celebraba dos veces al año, en primavera y en otoño, siendo el Dziady de otoño el principal. Durante la fiesta los antiguos eslavos organizaban libaciones y comidas rituales en las que los alimentos y el alcohol se ofrendaban a los difuntos. 
Para permitir que las almas de los muertos encuentren su camino al mundo de los vivos, se encendían fuegos y velas; así mismo, eran tradicionales las máscaras de madera con rostros grotescos, similares a los tallados en las calabazas de difuntos. En las mitologías locales tales banquetes eran organizados tanto por los vivos como por las almas de los antepasados que comparten el dziady en las tinieblas.  En polaco esta tradición prevaleció en la forma de banquete cristiano de Zaduszki (el 2 de noviembre, Día de los Difuntos).
Los lituanos y otros pueblos bálticos también tienen un banquete similar, llamado Ilges. Tiene raíces en épocas paganas, y se diferencia muy poco del eslavo Dziady.
La segunda parte de la poema épico Dziady de Adam Mickiewicz se dedica principalmente al banquete de Dziady organizado en lo que hoy es Bielorrusia, y es popular entre los rutenios y lituanos durante los tiempos de la Mancomunidad Polaco-Lituana.
En Bielorrusia, Dziady (Дзяды) fue llevado a cabo generalmente el último sábado antes del pasado antes del día del San Demetrio, a fines de octubre/inicios de noviembre (Dźmitreuskija dziady, San Demetrio Dziady). Había también el 'día Dziady de la Trinidad, el carnaval Dziady y algunas otras fechas. Desde 1988 el Partido del Frente Popular de Bielorrusia inició el renacimiento de la tradición en Bielorrusia.